# Oskar Aurich
Oskar Aurich (* 8. Oktober 1877 in Neukirchen, Erzgebirge; † November 1968 in Dresden) war ein deutscher Bildhauer und Medailleur.

## Leben
Seine Kindheit verbrachte er in Neukirchen im Erzgebirge und er ging auch dort in die Volksschule. Er studierte zunächst 1892 an der Kunstgewerbeschule Dresden und von 1898 bis 1902 an der Kunstakademie München. In den Jahren 1903 und 1904 studierte er an der Dresdner Kunstakademie. Ab 1905 war er in Dresden als freiberuflicher Bildhauer tätig. Später hatte sein eigenes Atelier in der Alemannenstraße 22 und wohnte in der Schulgutstraße 17. Durch die verheerenden Bombenangriffe auf Dresden wurde er ausgebombt und verlor sein Atelier und seine Werke.
Er war auf Kunstausstellungen in Dresden, Berlin und München mit seinen Werken vertreten, u. a. in Dresden 1940 auf der Ausstellung des Dresdner Künstlerbunds „Erste Ausstellung Kriegsjahr 1940“, 1946 auf der Kunstausstellung Sächsische Künstler und 1953 auf der Dritten Deutschen Kunstausstellung.
Er schuf vornehmlich Plaketten und Medaillen, Genreplastiken, Porträtbüsten und Kriegsdenkmäler im sächsischen ländlichen Raum. Nach dem Krieg war er als Dozent an der Hochschule für Bildende Künste tätig. Der Medailleur Friedrich Wilhelm Hörnlein fertigte 1911 eine Medaille aus Silber von Oskar Aurich an.

## Werke, Auswahl
- 1901: Marmorrelief Mathilde Ehrengard Freifrau von Uckermann-Bendeleben, Skulpturensammlung Dresden, Inventarnummer ZV 3219.[4]
- Lutherporträtplakette, Bronze.
- 1908: Plakette Gesellschaft für Amateurphotographie Bronze Skulpturensammlung Dresden Inventarnummer ZV 2324.
- 1909: Relief Mutter des Künstlers aus getönten Marmor Skulpturensammlung Dresden, Inventarnummer ZV 2362
- 1920: große Kindergruppe Wehmut, Sandstein Fichtepark, Dresden
- Bronze-Statuette Der dumme Junge von Meißen, Skulpturensammlung Dresden[5]
- 1942: Jünglingskopf, Marmor, Große Kunstausstellung Dresden
- 1947: Büste Manfred Ranft, Kreuzschule Dresden, Kreuzschularchiv.
- 1952: Gipsfigur Landarbeiterin, 3. Deutsche Kunstausstellung Dresden, Albertinum, März–Mai 1953.[6]